# Norrlandet, Kimitoön
För andra betydelser, se Norrlandet (olika betydelser).
Norrlandet är en ö i Finland. Den ligger i Skärgårdshavet och i kommunen Kimitoön i landskapet Egentliga Finland, i den sydvästra delen av landet. Ön ligger omkring 38 kilometer söder om Åbo och omkring 150 kilometer väster om Helsingfors.
Öns area är 6 hektar och dess största längd är 470 meter i öst-västlig riktning. Ön höjer sig omkring 10 meter över havsytan.